# Eric Lindros
Eric Bryan Lindros (* 28. února 1973, London) je bývalý kanadský hokejista. V roce 1991 byl zvolen jako číslo jedna vstupního draftu NHL týmem Quebec Nordiques. Kariéru ukončil v listopadu 2007.
Ve své kariéře hrál v NHL dosud za týmy Philadelphia Flyers, New York Rangers, Toronto Maple Leafs a Dallas Stars. Lindros několikrát reprezentoval Kanadu, je zlatým medailistou ze Zimních olympijských her v Salt Lake City a stříbrným medailistou ze Zimních olympijských her z Albertville.
Číslo dresu, které je s ním neodmyslitelně spjato, je 88. Během svého angažmá ve Philadelphii vytvořil spolu s Johnem LeClairem a Mikaelem Renbergem slavný útok známý jako Legie zkázy. U příležitosti 100. výročí NHL byl v lednu 2017 vybrán jako jeden ze sta nejlepších hráčů historie ligy.

## Osobní život
Je synem Carla a Bonnie Lindrosových. Ericova rodina má své kořeny ve Švédsku. Jméno Lindros v angličtině znamená „Rose of the Linden tree“. Do Kanady odešel ze Švédska jeho pradědeček Axel a Eric je třetí generací Lindrosů zde narozených. Carl Lindros vystudoval University of Western Ontario a pracoval jako přísežný účetní, později se stal Ericovým agentem.

## Hráčská kariéra

### Juniorské roky (1989–1992)
Eric se stal slavným po celé Kanadě už v teenagerovském věku v juniorské lize, kde jako silový útočník podával vynikající střelecké výkony a předváděl schopnost fyzicky dominovat hře a to i proti starším protihráčům. Společně se svým bratrem Brettem, který také pronikl do NHL, navštěvoval nejprve školu v Monarch Park a poté St. Michael's College v Torontu. Oba bratři působili ve školním týmu Metro Junior B St. Michael's Buzzers (Eric v sezóně 1988–89), odkud oba odešli do juniorské OHL (Ontario Hockey Leaugue). Lindrosova hra z něho udělala nejlépe hodnoceného amatérského hráče v Severní Americe a byl často nazýván přezdívkou The Next One, což byla narážka na přezdívku Wayne Gretzkyho The Great One.
Po celou hráčskou kariéru dostával Lindros další přezdívky, včetně The Big E, která byla původně spojována ze slavnou letadlovou lodí druhé světové války USS Enterprise.

## Ocenění a úspěchy
- 1991 CHL – Hráč roku
- 1991 CHL – Top Draft Prospect Award
- 1991 OHL – Red Tilson Trophy
- 1991 OHL – Eddie Powers Memorial Trophy
- 1991 MSJ – All-Star Tým
- 1991 MSJ – Nejlepší útočník
- 1992 OH – All-Star Tým
- 1993 NHL – All-Rookie Tým
- 1993 MS – All-Star Tým
- 1993 MS – Nejlepší útočník
- 1993 MS – Nejproduktivnější hráč
- 1995 NHL – První All-Star Tým
- 1995 NHL – Hart Memorial Trophy
- 1995 NHL – Ted Lindsay Award
- 1996 NHL – Druhý All-Star Tým
- 1997 NHL – Nejproduktivnější hráč v playoff

## Prvenství
- Debut v NHL – 8. října 1992 (Pittsburgh Penguins proti Philadelphia Flyers)
- První gól v NHL – 8. října 1992 (Pittsburgh Penguins proti Philadelphia Flyers, americkému brankáři Tom Barrasso)
- První asistence v NHL – 10. října 1992 (Washington Capitals proti Philadelphia Flyers)
- První hattrick v NHL - 15. listopadu 1992 (Philadelphia Flyers proti Ottawa Senators)

## Klubové statistiky
| Sezóna       | Klub                           | Soutěž       |     | Základní část | Základní část | Základní část | Základní část | Základní část |    | Play off | Play off | Play off | Play off | Play off |
| Sezóna       | Klub                           | Soutěž       | Z   | G             | A             | B             | TM            | Z             | G  | A        | B        | TM       |          |          |
| 1988–89      | St. Michael's Buzzers          | CJBHL        | 37  | 24            | 43            | 67            | 193           | 27            | 23 | 25       | 48       | 155      |          |          |
| 1988–89      | Kanadská hokejová reprezentace | —            | 2   | 1             | 0             | 1             | 0             | —             | —  | —        | —        | —        |          |          |
| 1989–90      | Detroit Compuware Ambassadors  | NAHL         | 14  | 23            | 29            | 52            | 123           | —             | —  | —        | —        | —        |          |          |
| 1989–90      | Kanadská hokejová reprezentace | —            | 3   | 1             | 0             | 1             | 4             | —             | —  | —        | —        | —        |          |          |
| 1989–90      | Oshawa Generals                | OHL          | 25  | 17            | 19            | 36            | 61            | 17            | 18 | 18       | 36       | 76       |          |          |
| 1989–90      | Oshawa Generals                | M-Cup        | —   | —             | —             | —             | —             | 4             | 0  | 9        | 9        | 12       |          |          |
| 1990–91      | Oshawa Generals                | OHL          | 57  | 71            | 78            | 149           | 189           | 16            | 18 | 20       | 38       | 93       |          |          |
| 1991–92      | Oshawa Generals                | OHL          | 13  | 9             | 22            | 31            | 54            | —             | —  | —        | —        | —        |          |          |
| 1991–92      | Canadian National Team         | —            | 24  | 19            | 16            | 35            | 34            | —             | —  | —        | —        | —        |          |          |
| 1992–93      | Philadelphia Flyers            | NHL          | 61  | 41            | 34            | 75            | 147           | —             | —  | —        | —        | —        |          |          |
| 1993–94      | Philadelphia Flyers            | NHL          | 65  | 44            | 53            | 97            | 103           | —             | —  | —        | —        | —        |          |          |
| 1994–95      | Philadelphia Flyers            | NHL          | 46  | 29            | 41            | 70            | 60            | 12            | 4  | 11       | 15       | 18       |          |          |
| 1995–96      | Philadelphia Flyers            | NHL          | 73  | 47            | 68            | 115           | 163           | 12            | 6  | 6        | 12       | 43       |          |          |
| 1996–97      | Philadelphia Flyers            | NHL          | 52  | 32            | 47            | 79            | 136           | 19            | 12 | 14       | 26       | 40       |          |          |
| 1997–98      | Philadelphia Flyers            | NHL          | 63  | 30            | 41            | 71            | 134           | 5             | 1  | 2        | 3        | 17       |          |          |
| 1998–99      | Philadelphia Flyers            | NHL          | 71  | 40            | 53            | 93            | 120           | —             | —  | —        | —        | —        |          |          |
| 1999–00      | Philadelphia Flyers            | NHL          | 55  | 27            | 32            | 59            | 83            | 2             | 1  | 0        | 1        | 0        |          |          |
| 2001–02      | New York Rangers               | NHL          | 72  | 37            | 36            | 73            | 138           | —             | —  | —        | —        | —        |          |          |
| 2002–03      | New York Rangers               | NHL          | 81  | 19            | 34            | 53            | 141           | —             | —  | —        | —        | —        |          |          |
| 2003–04      | New York Rangers               | NHL          | 39  | 10            | 22            | 32            | 60            | —             | —  | —        | —        | —        |          |          |
| 2005–06      | Toronto Maple Leafs            | NHL          | 33  | 11            | 11            | 22            | 43            | —             | —  | —        | —        | —        |          |          |
| 2006–07      | Dallas Stars                   | NHL          | 49  | 5             | 21            | 26            | 70            | 3             | 0  | 0        | 0        | 4        |          |          |
| Celkem v NHL | Celkem v NHL                   | Celkem v NHL | 760 | 372           | 493           | 865           | 1398          | 53            | 24 | 33       | 57       | 122      |          |          |
| Celkem v OHL | Celkem v OHL                   | Celkem v OHL | 95  | 97            | 119           | 216           | 304           | 33            | 36 | 38       | 74       | 169      |          |          |

## NHL All-Star Game
| Rok    | Místo                 |   | G | A | B |
| ------ | --------------------- | - | - | - | - |
| 1994   | Madison Square Garden | 1 | 0 | 1 |   |
| 1996   | FleetCenter           | 1 | 0 | 1 |   |
| 1997   | San Jose Arena        | 0 | 2 | 2 |   |
| 1998   | General Motors Place  | 1 | 0 | 1 |   |
| 1999   | Ice Palace            | 0 | 0 | 0 |   |
| 2000   | Air Canada Centre     | 0 | 0 | 0 |   |
| Celkem | Celkem                | 3 | 2 | 5 |   |

## Reprezentace
| Rok                    | Tým                    | Soutěž                 | Z  | G  | A  | B  | TM |
| ---------------------- | ---------------------- | ---------------------- | -- | -- | -- | -- | -- |
| 1990                   | Kanada 20              | MSJ                    | 7  | 4  | 0  | 4  | 14 |
| 1991                   | Kanada 20              | MSJ                    | 7  | 6  | 11 | 17 | 6  |
| 1991                   | Kanada                 | KP                     | 8  | 3  | 2  | 5  | 8  |
| 1992                   | Kanada 20              | MSJ                    | 7  | 2  | 8  | 10 | 12 |
| 1992                   | Kanada                 | OH                     | 8  | 5  | 6  | 11 | 5  |
| 1993                   | Kanada                 | MS                     | 8  | 11 | 6  | 17 | 10 |
| 1996                   | Kanada                 | SP                     | 8  | 3  | 3  | 6  | 10 |
| 1998                   | Kanada                 | OH                     | 6  | 2  | 3  | 5  | 2  |
| 2002                   | Kanada                 | OH                     | 6  | 1  | 0  | 1  | 8  |
| Juniorská reprezentace | Juniorská reprezentace | Juniorská reprezentace | 29 | 17 | 25 | 42 | 37 |
| Seniorská reprezentace | Seniorská reprezentace | Seniorská reprezentace | 36 | 20 | 14 | 34 | 38 |